# Radio dzieciom
Radio dzieciom – audycja Programu I Polskiego Radia, szczególnie popularna w latach 80. Rozpoczyna się codziennie o godzinie 19:30, trwa pół godziny i składa się z dwóch części – słuchowiska Teatru Polskiego Radia i piosenek w wykonaniu Radiowych Nutek i Chochlików. Wyjątek stanowią wydania niedzielne, podczas których usłyszeć można tylko piosenki oraz piątkowe w ramach których to między 1998 a 2004 rokiem emitowano stałą audycję „Radio Urwis" tworzoną przez studio Nieustraszonych Łowców Dźwięków. 
Z anteny Jedynki zniknęła w październiku 2005 r. na mocy decyzji p.o. dyrektora Programu I Antoniego Szybisa. 2 października 2006 r. audycja powróciła po rocznej przerwie na antenę Programu 1 decyzją kolejnego dyrektora radiowej Jedynki Marcina Wolskiego. Dodatkowo w styczniu 2007 r. uruchomiono stronę internetową.